# Francesco Silvani
Francesco Silvani (Pseudonym: Frencasco Valsini; * um 1660 in Venedig; † zwischen 1728 und 1744) war ein italienischer Librettist.

## Leben
Silvani war eigentlich Abt. 1682/83 trat er unter dem Anagramm Frencasco Valsini erstmals als Librettist an die Öffentlichkeit; von 1691 bis 1716 schrieb er unter seinem richtigen Namen nahezu jedes Jahr Libretti für verschiedene venezianische Theater. 1699–1705 stand er im Dienst von Carlo IV. Gonzaga, dem Herzog von Mantua; er scheint sich jedoch weiterhin meist in Venedig aufgehalten zu haben. Den Höhepunkt seiner Karriere erreichte er in den Jahren 1708 bis 1714, als er für das Teatro Grimani a San Giovanni Grisostomo arbeitete, das als wichtigstes Theater Venedigs galt.
Ein Sammelband mit 24 seiner Libretti erschien postum 1744 (Opere drammatiche del signor Abate Francesco Silvani, Venedig).

## Stil
Silvanis Libretti sind durch klar motivierte Handlungen, gehobene Sprache und ausgedehnte Rezitative (im Sinne der Reformen Zenos und Pariatis) gekennzeichnet. Gelegentlich griff er auf ältere Vorlagen (z. B. von Seneca, Tasso oder Corneille) zurück. In den meisten Libretti treten historische Personen auf, die Handlungen sind jedoch zum Teil erfunden. Silvani hatte eine Vorliebe für lange, abstrakte Titel, die bei späteren Aufführungen oft auf den Namen einer Hauptfigur reduziert wurden.

## Werke (Auswahl)
- La costanza in trionfo (1696), vertont von Ziani und Händel (als Floridante)
- L’ingratitudine gastigata (1698), vertont u. a. von Albinoni und Caldara
- L’innocenza giustificata (1698), vertont u. a. von Vinaccesi, Orlandini (als L’innocenza difesa), Predieri (als La Giuditta di Baviera), Fiorè, Alessandro Scarlatti (als Carlo re d’Alemagna), Hurlebusch, Chelleri (als L’innocenza difesa), Chiocchetti, Porpora (als Carlo il Calvo) und Vivaldi (als Feraspe)
- La fortezza al [in] cimento (1699), vertont u. a. von Aldrovandini und Albinoni
- Il duello d’amore e di vendetta (1700), vertont u. a. von Ziani, Händel (als Vincer se stesso è la maggior vittoria [Rodrigo]) und Galuppi (als L’odio placato)
- La fede tradita e vendicata (1704), vertont u. a. von Gasparini, Vivaldi, Vinci (als Ernelinda) und Galuppi (als Ricimero)
- Il tradimento traditor di se stesso (1711), vertont u. a. von Lotti und Porpora (als Statira)
- I veri amici (mit Domenico Lalli, 1712), vertont u. a. von Vivaldi (als Candace, o siano Li veri amici), Albinoni und Leo (als Evergete)
- La verità nell’inganno (1713), vertont u. a. von Gasparini, Caldara (als Tiridate, overo La verità nell’inganno), Porpora und Hasse (als Attalo, re di Bitinia)